# Homodes bracteigutta
Homodes bracteigutta là một loài bướm đêm trong họ Noctuidae.